# Felipe Nunes
Felipe de Araújo Nunes (* 2. März 1981 in Porto Alegre) ist ein ehemaliger brasilianischer Fußballspieler.

## Karriere
Felip Nunes spielte in der Jugend bei Grêmio Porto Alegre. Nach der Jugendausbildung bei Grêmio spielte er bei einigen unterklassigen Vereinen in Brasilien. Im Jahr 2008 wechselte er nach Estland in die Meistriliiga zu JK Nõmme Kalju, wo er in 75 Spielen 39 Tore schoss.
Am 31. Mai 2010 wurde bekanntgegeben, dass Nunes einen Zweijahresvertrag bei Levadia Tallinn unterzeichnet hat. In der Saison 2010 wurde Nunes mit Levadia Vizemeister.
Nach drei Jahren in Estland, wobei er in jeder Saison zu den zehn besten Torschützen der Meistriliiga gehörte, ging er zurück in seine Heimatstadt Porto Alegre, wo er seine aktive Karriere im Alter von 30 Jahren beendete. In der Stadt am Rio Guaíba betreibt er nun ein Lokal.